# Galceran Galceran de Pinós-Fenollet
Galceran Galceran de Pinós-Fenollet, vescomte d'Illa també conegut com a Galceran VII de Pinós, era un noble català i diputat pel braç militar de la Diputació del General, en el trienni 1446-1449, acompanyant a Pero Ximénez de Urrea, 23è President de la Generalitat de Catalunya.
Té una intervenció política important en els afers remences mentre és càrrec de la Generalitat.
Posteriorment, a la guerra civil catalana, pren paper a favor de Carles de Viana, formant part de la recepció que el prínce va tenir a Barcelona i participà en l'ambaixada que va anar a parlar amb el rei Joan II. Més endavant, acabarà posant-se al costat del rei, tot i que va esforçar-se a mantenir una posició equilibrada i menys bel·ligerant.
Va morir en 1470.